# همه سرنشینان
همه سرنشینان (انگلیسی: All Aboard) یک فیلم کمدی صامت کوتاه به کارگردانی آلفرد جی. گلدینگ است که در سال ۱۹۱۷ منتشر شد.

## بازیگران
- هارولد لوید
- اسناب پالرد
- چارلز استیونسون
- ببه دنیلز
- سمی بروکس
- گاس لئونارد
- بل میچل
- فرد سی. نیومیر
- ماری موسکینی
- دوروثیا والبرت